# Biofyzikální chemie

Animace DNA (DeoxyriboNucleic Acid). Kyselina deoxyribonukleová je nositelka genetické informace všech organismů.

Biofyzikální chemie je interdisciplinární obor nacházející se na pomezí mezi chemií, fyzikou a biologií. Zabývá se studiem biologických systémů a vysvětluje jevy, které v nich probíhají na atomové, molekulární i makromolekulární úrovni.
Přesné vymezení oboru je nemožné, neboť většinu svých částí sdílí spolu s jinými obory. Mnoho témat sdílí také s biofyzikou, farmakologií a dalšími obory.
Jedna z nejlepších definic je nejspíše taková, že se jedná o obor zabývající se aplikací fyzikální chemie na řešení biologických problémů. Dalším vymezením může být podoba vztahu chemie – fyzikální chemie, tedy biochemie – biofyzikální chemie.
Biofyzikální chemie se zabývá zákonitostmi a mechanismy in vitro nebo in vivo. Biologické procesy tedy zkoumá jak ve zkumavce, tak přímo v organismu. Zabývá se jejich rychlostí (chemickou kinetikou), jejich energií (termodynamikou),  transportními jevy v roztocích elektrolytů (elektrochemií) a dalšími fyzikálními vlastnostmi biologických systémů.

## Oblasti
- energetika biologických procesů
- kinetika biologických procesů
- elektrochemické děje v biologických systémech
- spektrofotometrie v biochemických laboratořích
- nekovalentní interakce v biologických systémech
- prostorové uspořádání biopolymerů
- struktura a základní funkce biologických membrán
- využití radioizotopů při studiu biologických problémů
- nukleární magnetická rezonance a rentgenová krystalografie pro studium prostorového uspořádání biopolymerů
- cirkulární dichroismus a fluorimetrie pro studium prostorového uspořádání biopolymerů
- kryoelektrická mikroskopie pro studium prostorového uspořádání biopolymerů
- využití výpočetních a teoretických metod ke studiu struktury a interakce biopolymerů (např. Molekulová dynamika)

## Nobelova cena

Přepis a překlad DNA

Nobelova cena za chemii v roce 2009 byla udělena za objev v oblasti biofyzikální chemie. Dostali jí Venkatraman Ramakrishnan, Thomas A. Steitz a Ada E. Yonath za popis ribozomu a objev jeho funkcí na atomové úrovni. Všichni tři použili metodu zvanou rentgenová krystalografie k mapování polohy stovek tisíc atomů, které tvoří ribozom.
Ribozomy jsou pro život klíčové, neboť převádějí informace DNA do života a produkují bílkoviny, které kontrolují chemické procesy ve všech živých organismech. Pochopení fungování ribozomů je proto důležité pro vědecké pochopení života. Tyto znalosti například umožňují vyrobit antibiotika, která jsou schopna blokovat funkce bakteriálních ribozomů. Bez funkčních ribozomů bakterie nepřežijí.